# One Thousand Museum
Il One Thousand Museum è un grattacielo di 62 piani situato a Miami, in Florida, Stati Uniti.

## Descrizione
L'edificio, ad uso residenziali, si trova a 1000 Biscayne Boulevard, di fronte al Museo del Parco ed è stato progettato dall'architetto Zaha Hadid. Dopo la morte di Hadid avvenuta nel 2016, il direttore del progetto di Zaha Hadid Architects, Chris Lepine, ha completato la progettazione dell'opera.
Il design dell'edificio presenta un esoscheletro curvo che occupa parzialmente i balconi; ciò serve anche a scopi strutturali, consentendo di avere meno pilastri all'interno e quindi di liberare spazio per l'edificio.